# Сотера (балка і річка)
Со́тера (крим. Sotera, від грец. Σωτήρ) — балка і річка в ній на Південному березі Криму, на відстані 18 км на схід від міста Алушта.

## Опис
Балка відома тим, що в ній знаходиться пам'ятник природи «Кам'яні гриби». Колись їх «капелюшки» — плити конгломерату — лежали на поверхні, потоки води поступово розмивали ґрунт, обтікаючи «ніжки» грибів і в такий спосіб два з них досягли висоти 5-7 метрів.

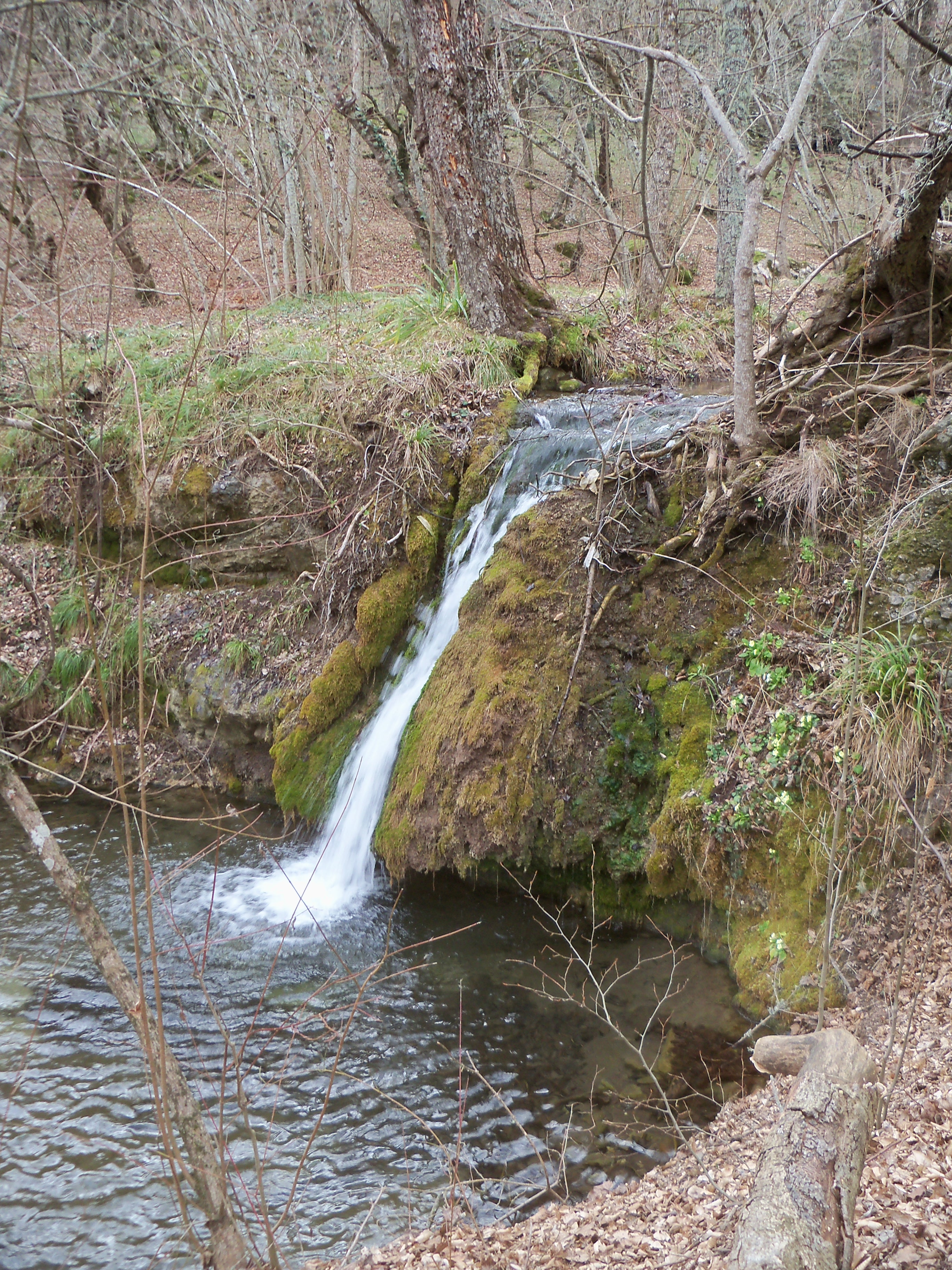
Річка Алака — Сотера.

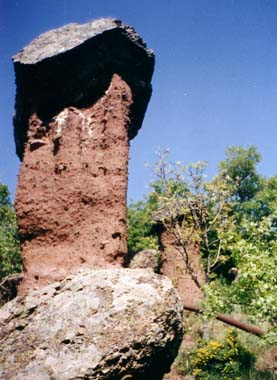
«Кам'яні гриби» в балці Сотера

Назва балки пов'язана з тим, що в усті балки Сотера розташовувався середньовічний християнський храм Христа Спасителя (грец. Σωτήρ — «Спаситель»).
Тут, за кілометр від берега, професор Микола Головкінський 1893 року знайшов залишки мамута.
Річка Сотера у верхній течії має назву Джурла, у середній — Алака, і тільки у нижній — Сотера.